# Isotemnidae
Los isotémnidos (Isotemnidae) son una familia extinta de mamíferos placentarios herbívoros ungulados del orden Notoungulata perteneciente al clado Meridiungulata, suborden Toxodonta que vivieron desde el Paleoceno a lo largo del Oligoceno, hace 54-38 millones de años.

## Características
Los isotémnidos aparecieron temprano y representan la familia más primitiva de los toxodontos. Las extremidades eran fuertes y semejantes a las de los ungulados primitivos; las patas, relativamente cortas, eran digitígradas, es decir, que eran los dedos los que soportaban el peso y no las plantas. La cabeza era bastante grande en relación con el cuerpo y las mandíbulas presentaban la dentadura completa, formada por 44 dientes, con coronas bajas.
Thomashuxleya, uno de los isotémnidos más famosos, de 1,30 m, era un animal poco especializado, siendo difícil situarlo en un nicho ecológico. Tenía un gran cráneo, con 44 dientes en las mandíbulas. Sus colmillos eran grandes y probablemente los utilizara para excavar la tierra y alimentarse de raíces. Sus extremidades fuertes y largas sugieren que debía ser un animal bastante veloz. Sus restos fosilizados se han encontrado en la Patagonia Argentina.